# 完顏仲德
完颜仲德（？—1234年2月9日），金朝末年将领，本名忽斜虎，金朝合懒路（今北朝鲜吉州郡）人。

## 生平
完颜仲德聰穎，讀書修習策論，有文武之才，開始試補親衛軍。金章宗泰和三年（1203年）进士，历任州县。金宣宗时从军，被蒙古军队俘虏。在蒙古帝國军中一年，学习了蒙古语，带领一万人回到金国。担任邳州刺史兼从宜，镇守邳州。增修城牆，匯水環城自守。金哀宗即位，授同知归德府事，同签枢密院事。在徐州任职。正大五年（1228年），蒙古兵进入关陕，他和奥屯阿里不交班，蒙古兵忽然来到，猝不及防，金军东逃。奥屯阿里不被弹劾，其罪当死。他上书引咎：“北兵越关之时，符印已交，安得归罪前帅，臣请受戮”。金哀宗于是只是杖责奥屯阿里不，免其死罪。正大六年（1229年），他担任巩昌府知府，兼行总帅府事。当时，陕西久经战乱，破败不堪，召集沦亡，得到军队数万。依山建立栅栏，屯田积谷，号令严明，路不拾遗，一方独得小康。正大八年（1231年），授巩昌行省，天兴元年（1232年）为工部尚书，参知政事，在陕州行尚书省。领兵援救汴京，金哀宗东迁，他担任尚书右丞兼枢密副使。天兴二年（1233年），金哀宗到归德府，命他在徐州设立行尚书省。二月，平定魚山之亂，后来完颜仲德随金哀宗到蔡州，兼领尚书省枢密院事。天興三年正月初十日（1234年2月9日），城破率军巷战，金哀宗自缢，他投水自杀。

## 妻
其妻不详族氏。崔立之變，自毀妆容服饰，带着仲德的妾室及二子谎称采蔬菜，从汴州逃到蔡州。蔡州被圍，丁男都上城拒守，她对仲德说：「事勢如此，男子能為國出力，婦人獨獨不能吗！」率领諸命婦自成一軍，親自運矢石到城下，城中婦女都争着跟她们干。城破后自盡而亡。

## 传記資料
- 《金史》 列传第五十七